# Велика Глава
Велика Глава је насељено мјесто у граду Скрадину, Шибенско-книнска жупанија, Далмација, Република Хрватска.

## Географија
Налази се у брдима, око 5 км сјеверно од Скрадина. Окружена је Дубравицама, Пластовом, Братишковцима и Скрадинским Пољем.

## Историја
Становништво је пореклом из Херцеговине, досељено у 17. веку. Углавном се бавило трговином и рударством у оближњем руднику бакра који је затворен послије Другог свјетског рата. Неки становници су такође одлазили на рад у руднике у Белгију. Током Другог свјетског рата је, будући да се налазило у зони коју је анектирала Италија, и изван НДХ, поштеђено усташког прогона, али је доста сељана настрадало у међусобним обрачунима партизана и припадника четничког покрета, који су локално становништво мобилисали у своје редове. Како је током рата у Хрватској (1991–1995) линија разграничења пролазила кроз средину села, дијелећи га на дио под контролом ЗНГ (касније 113. бригаде ХВ — хрватске снаге су током цијелог рата биле укопане у мјесно гробље, у центру села), и на дио под контролом ЈНА (касније Граничне полиције Крајине из састава 7. сјевернодалматинског корпуса ВРСК), услијед ратних разарања село је напуштено већ почетком августа 1991. године. Стамбени фонд је уништен у великом дијелу, тако да се послије рата у село вратило тек двадесетак житеља, махом старије доби. Остатак се налази у избјеглиштву у Србији, махом у приградским општинама Београда или у иностранству (САД, Аустралија и др).
До територијалне реорганизације у Хрватској насеље се налазило у саставу бивше велике општине Шибеник.

## Привреда
Због обиља неплодне земље уз мало пијаће воде, старије становништво се бавило махом сточарством и узгојем маслина, док су млађи људи радили у оближњим фабрикама у Шибенику („Лозовац“) и Скрадину (фабрика алуминијума).

## Становништво
У селу Велика Глава је према попису из 1991. године било 293 становника, 288 Срба, 1 Хрват, 3 Југословена и 1 из категорије осталих. Према попису становништва из 2001. године, Велика Глава је имала 16 становника. Према бирачким списковима, на изборима из маја 2009, у селу живи 8 становника. Велика Глава је према попису становништва из 2011. године имала 29 становника.
| Националност       | 1991. | 1981. | 1971. | 1961. |
| Срби               | 288   | 206   | 292   | 345   |
| Хрвати             | 1     | 4     | 4     | 12    |
| Југословени        | 3     | 87    | 18    |       |
| остали и непознато | 1     | 6     | 3     |       |
| Укупно             | 293   | 303   | 317   | 357   |

| Демографија | Демографија | Демографија |
| Година      | Становника  | Становника  |
| ----------- | ----------- | ----------- |
| 1961.       | 357         |             |
| 1971.       | 317         |             |
| 1981.       | 303         |             |
| 1991.       | 293         |             |
| 2001.       | 16          |             |
| 2011.       |             | 29          |

### Презимена
- Вујко — Православци, славе Св. Георгија
- Дамјанић — Православци, славе Св. Илију
- Зјалић — Православци, славе Св. Тому
- Павасовић — Православци, славе Св. Тому
- Памучар — Православци, славе Св. Јоакима и Ану
- Поздер — Православци, славе Св. Тому
- Радишић — Православци, славе Св. Илију
- Сепер — Православци, славе Св. Тому
- Травица — Православци, славе Св. Тому